# Copa COSAFA Femenina 2006
La Copa COSAFA Femenina 2006 fue la segunda edición del Campeonato Femenino COSAFA. Se disputó entre el 21 y 26 de agosto en Lusaka, Zambia.

## Fase de grupos

### Grupo A
| Equipo      | PJ | PG | PE | PP | GF | GC | Dif. | Pts. |
| ----------- | -- | -- | -- | -- | -- | -- | ---- | ---- |
| Zambia      | 2  | 1  | 1  | 0  | 9  | 2  | +7   | 4    |
| Namibia     | 2  | 1  | 1  | 0  | 8  | 2  | +6   | 4    |
| Suazilandia | 2  | 0  | 0  | 2  | 0  | 13 | -13  | 0    |

| 21 de agosto de 2006 | Zambia                  | 2-2 | Namibia               | Estadio Woodlands, |  |
|                      | Sosala 15' · Mpongo 30' |     | Manga 3' · Hamata 28' |                    |  |

| 23 de agosto de 2006 | Namibia                                                                                      | 6-0 | Suazilandia | Estadio Woodlands, |  |
|                      | Williams 11' · Fredricks 21' · Fredick 31' · Lucas 58 (pen.)' · Eises 76' · Manga 90 (pen.)' |     |             |                    |  |

| 24 de agosto de 2006 | Zambia                                                            | 7-0 | Suazilandia | Estadio Woodlands, |  |
|                      | Mpongo 23', 43', 64', 67' · Banda 37' · Lishika 41' · Kapombo 56' |     |             |                    |  |

### Grupo B
| Equipo    | PJ | PG | PE | PP | GF | GC | Dif. | Pts. |
| --------- | -- | -- | -- | -- | -- | -- | ---- | ---- |
| Sudáfrica | 2  | 2  | 0  | 0  | 12 | 0  | +12  | 6    |
| Malaui    | 2  | 1  | 0  | 1  | 3  | 3  | 0    | 3    |
| Lesoto    | 2  | 0  | 0  | 2  | 0  | 12 | -12  | 0    |

| 22 de agosto de 2006 | Sudáfrica                                                                                    | 9-0 | Lesoto | Estadio Woodlands, |  |
|                      | Phewe 8' · Modise 22', 41' · Nyandeni 24' · Solomon 30', 51', 55' · Mathibela 60' · Louw 75' |     |        |                    |  |

| 23 de agosto de 2006 | Malaui                                     | 3-0 | Lesoto | Estadio Woodlands, |  |
|                      | Chimaliro 28' · Kasiya 47' · Kazisonga 60' |     |        |                    |  |

| 24 de agosto de 2006 | Malaui | 0-3 | Sudáfrica                           | Estadio Woodlands, |  |
|                      |        |     | Phewa 10' · Modise 27' · Carelse ?' |                    |  |

### Grupo C
| Equipo     | PJ       | PG       | PE       | PP       | GF       | GC       | Dif.     | Pts.     |
| ---------- | -------- | -------- | -------- | -------- | -------- | -------- | -------- | -------- |
| Zimbabue   | 2        | 2        | 0        | 0        | 4        | 1        | +3       | 6        |
| Angola     | 2        | 0        | 0        | 2        | 1        | 4        | -3       | 0        |
| Mozambique | Retirado | Retirado | Retirado | Retirado | Retirado | Retirado | Retirado | Retirado |

| 22 de agosto de 2006 | Zimbabue                               | 3-1 | Angola     | Estadio Woodlands, |  |
|                      | MNorosi 19' · Moyo 34' · Magodzore 63' |     | Nvumbi 13' |                    |  |

| 24 de agosto de 2006 | Angola | 0-1 | Zimbabue | Estadio Woodlands, |  |
|                      |        |     | Moyo 90' |                    |  |

## Fase final

### Semifinales
| 25 de agosto de 2006 | Sudáfrica                                              | 4-1 | Zimbabue        | Estadio Woodlands, |  |
|                      | Modise 6' · Nyandeni 53' · Louw 78' · Serobanyeane 81' |     | Magodzore 63' · |                    |  |

| 26 de abril de 2002 | Zambia        | 1-1 (4-5 pen.) | Namibia        | Estadio Woodlands, |  |
|                     | Kapombo 90' · |                | Fredricks 8' · |                    |  |

### Tercer lugar
| 26 de agosto de 2006 | Zambia          | 2-1 | Zimbabue        | Estadio Woodlands, |  |
|                      | Sosala 67', 75' |     | Mutyavaviri 90' |                    |  |

### Final
| 26 de agosto de 2006 | Sudáfrica                  | 3-1 | Namibia      | Estadio Woodlands, |  |
|                      | Modise 30', 49' · Louw 38' |     | Williams 20' |                    |  |

## Goleadoras
6 goles
- Portia Modise

5 goles
- Charity Mpongo

3 goles
| - Joanne Solomon | - Kylie-Ann Louw | - Noria Sosala |

2 goles
| - Martha Kapombo - Marylin Magodzore - Nomusa Moyo | - Nomphulelo Nyandeni - Veronica Phewa - Queen Manga | - Rita Williams - Bianca Fredrick |

1 gol
| - Anthonia Carelse - Chisomo Kazisonga - Jane Chimaliro - Emmerencia Fredricks - Gift Lishika | - Keneilwe Mathibela - Mangulukeni Hamata - Maphokoane Serobanyane - Nadine Nvumbi | - Ruvimbo Mutyavaviri - Tsisti Mnorosi - Susan Banda - Tandie Kasiya |